# Kaze/Okuru kotoba
Singles de Aya Ueto
Ai no Tame ni.
(2004) Afuresou na ai, daite/Namida wo fuite
(2004)
Kaze/Okuru kotoba est le 8e single de Aya Ueto sorti sous le label Pony Canyon le 16 juin 2004 au Japon. Il atteint la 8e place du classement de l'Oricon. Il se vend à 21 927 exemplaires la première semaine, et reste classé pendant 10 semaines, pour un total de 44 240 exemplaires vendus.
Kaze a été utilisé comme thème de générique de fin pour l'anime Nintama Rintaro; Okuru Kotoba ~Single Version~ a été utilisé comme thème musical pour le jeu vidéo 3nen Bgumi Kinpachi-sensei Densetsu no Kyoudan ni Tate! sur Playstation2. Kaze et Okuru Kotoba ~Single Version~ se trouvent sur la compilation Best of Aya Ueto: Single Collection; Kaze se trouve aussi sur l'album remix UETOAYAMIX et sur l'album Re..

## Liste des titres
| 1. | Kaze                                | Yoshiko Miura | Tetsurō Oda    | 3:09 |
| 2. | Okuru Kotoba ~Single Version~       | Kazuomi Chiba | Takeda Tetsuya | 4:35 |
| 3. | Ai no Tame ni. ~march-tronik style~ | Tetsuro Oda   | Tetsuro Oda    | 7:04 |
| 4. | Kaze ~Instrumental~                 | Yoshiko Miura | Tetsuro Oda    | 3:07 |

| 1. | Kaze                      |  |
| 2. | Okuru Kotoba (Image Clip) |  |